# Diplazium grashoffii
Diplazium grashoffii är en majbräkenväxtart som beskrevs av Eduard Rosenstock.
Diplazium grashoffii ingår i släktet Diplazium och familjen Athyriaceae. Inga underarter finns listade i Catalogue of Life.